# لوئیس پالمر

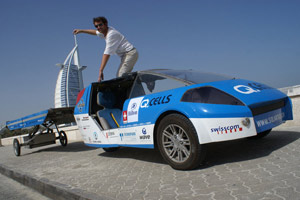
لوئیس پالمر - ۲۰۰۷

لوئیس پالمر در سال ۱۹۷۱ در بوداپست متولد شد یک سخنران مطرح سوئیس، ماجراجوی جهانی محیط زیست، و از «پیشگامان استفاده از انرژی خورشیدی» است.

## دوران زندگی
لوئیس پالمر را لوئیس پالمر در لوسرن سوئیس پرورش یافت. از همان زمان کودکی رؤیای او این بود که مزایای منابع انرژی تجدیدپذیر و خودروهای خورشیدی را به جهانیان معرفی کند. پس از اتمام مدرسه، او یک معلم مدرسه شد. پس از چند سفر به کشورهای خارجی، او ایدهٔ خود را کشف کرد و اولین گام خود را به سمت انرژی خورشیدی برداشت. در سال ۲۰۰۷ و ۲۰۰۸، او اولین فردی بود که دور جهان را با انرژی خورشیدی پیمود.

### سخنگوی با انگیزه
لوئیس پالمر یک سخنران با انگیزه در کنفرانس‌های سرتاسر جهان است. او در مورد دیدگاه خود پیرامون انرژی خورشیدی و در مورد رؤیای خود از یک دنیای بهتر با انرژی‌های تجدیدپذیر صحبت می‌کند. تجربه او به عنوان یک معلم بخشی از شیوهٔ خاص خود در برقراری ارتباط با مردم است. به عنوان یک سخنران کنفرانس است، او این فرصت را جهت صحبت با مخاطبان: محققان، سیاستمداران، و دانش آموزان داشت. این بخش از آموزش به مخاطب و تشویق مردم جهت تغییر رفتار مصرفی خود به سمت یک آگاهی از محیط زیست - اهمیت زیادی برای داشت. در سال ۲۰۰۹، به پالمر جایزه خورشیدی اروپا اهدا شد، و در سال ۲۰۱۱، جایزه قهرمان زمین برای دستاوردهای او به اواهدا شد.

#### سولار تاکسی
در سال ۲۰۰۴ با کمک اسپانسرهای مالی و پشتیبانی فنی، پالمر شروع به ساخت یک ماشین خورشیدی به نامسولار تاکسی کرد. جهت تخصص فنی با بسیاری از افراد و سه دانشگاه سوئیس همکاری کرد. در سال‌های ۲۰۰۷ و ۲۰۰۸ با سولار تاکسی دور دنیا را رانندگی کرد- او ۵۴۰۰۰ کیلومتر را در بیش از ۴۰ کشور پیمود. در سال ۲۰۰۸ تور پس از ۱۸ ماه پایان یافت که اولین گردش دور دنیا بود که با ماشین انرژی خورشیدی انجام شد. در طول سفر همراه وی اریک اسمیت فیلم مستندی را پیرامون تور ساخت. در سال ۲۰۰۹ بخاطر سولار تاکسی جایزهی سولار اروپایی را دریافت کرد.

#### آغازتور
پس از تور سولار تاکسی پالمر- آواز تجربه قبلی خود هنگامی که آغازگر و مدیر تور سازمان یافته شده بود – دست کشید. مسابقهٔ خروجی صفر – بین اوت ۲۰۱۰ و فوریه ۲۰۱۱ برگزار شد. هدف این بود که در طی ۸۰ روز درو دنیا را بگردد و نشان دهد که چگونه ماشین‌های بدون خروجی‌های مضر می‌تواند عمل کند. پالمر از چهار تیم جهت ورود به رقابت دعوت به عمل آورد و معیارهایی را مشخص کرد که بسیار ملموس بودند: آن‌ها می‌بایست با موتور برقی حرکت کنند- و همچنین مسافت معینی را در زمان معینی طی کنند- و حداقل دو مسافر را حمل کنند. با مسابقهٔ خروجی صفر –پالمر دیگر توجه را به سمت دیدگاهش که زندگی قابل تحمل بود – کشید.

#### سفر توسط وسیلهٔ نقلیهٔ پیشرفتهٔ موج جهانی
سومین تور پالمردر ۱۰ سپتامبر ۲۰۱۱ در پاریس آغاز شد و در ۲۵ سپتامبر ۲۰۱۱ در پراگ به پایان رسید. ۲۵ خودرو از هشت کشور به میزان ۳٬۰۰۰ کیلومتر و هشت کشور به موج اول پیوست. تور در حدود ۳۰ شهر متوقف شد تا به مردم نشان دهد که خودروهای الکتریکی قابل اعتماد، سرگرم‌کننده و قدرتمند می‌باشند. تمام وسایل نقلیه می‌بایست برای تولید برق خود را از یک منبع تجدید پذیر مانند باد یا خورشید استفاده کنند. در ماه دسامبر، موج دوم در هند صورت گرفت. پنج اتومبیل برقی به این تور پیوست و از بمبئی به بنگلور رفت و برگشت. در سال ۲۰۱۴، ۷۵ وسایل نقلیه در حال حاضربه این تور اضافه شدند، و پالمر برای بزرگترین رژه وسیله نقلیه الکتریکی با ۴۸۱ وسایل نقلیه، که به موج در لحظهٔ شروع پیوستند رکورد جهانی را ثبت کرد.
پالمر به همراه همسرش، دکتر جولیانا پریسکین- اکسپلورر سوئیسی را با اولین تور ۱۰۰ درصد برقی جهان کشف کرد. هدف اکسپلورر این بود که گروه یا توریست‌ها را به تورهایی در سوئیس ببرد. اتوبوس در ابتدا در خدمت ارتش آلمان بود و سپس به ماشین برقی تبدیل شد.